# Anisobas artopoetese
Anisobas artopoetese är en stekelart som beskrevs av Tohru Uchida 1956. Anisobas artopoetese ingår i släktet Anisobas och familjen brokparasitsteklar. Inga underarter finns listade i Catalogue of Life.